# Făget
Făget (in ungherese Facsád, in tedesco Fatschet) è una città della Romania di 7252 abitanti, ubicata nel distretto di Timiș, nella regione storica del Banato.
Fanno parte dell'area amministrativa anche le località di Băteşti, Begheiu Mic, Bichigi, Brăneşti, Bunea Mare, Bunea Mică, Colonia Mică, Jupâneşti, Povârgina e Temereşti.

## Storia
La presenza della città è documentata per la prima volta nel 1548 e viene descritta come un importante mercato e come città fortificata.
Assediata e distrutta per due volte dagli Ottomani, nel 1602 e nel 1699, Făget venne ricostruita ma non raggiunse più le dimensioni e l'importanza del passato. Lo sviluppo attuale iniziò ai primi del XX secolo, quando nella zona si insediarono numerosi coloni di origine ungherese, che però non costituirono mai la maggioranza della popolazione: di poco superiori al 15% nel 1930, oggi la colonia ungherese rappresenta meno del 5% degli abitanti della città.

## Economia
Oggi l'attività industriale prevalente della città è rappresentata dalla lavorazione delle pelli, dalla concia fino alla produzione di calzature ed altre pelletterie.

## Amministrazione

### Gemellaggi
- Italia, Cervinara
- Francia, Bellevue-la-Montagne
- Ungheria, Szekszárd